# 敦履堂
30°07′26″N 118°26′05″E / 30.12389°N 118.43472°E
敦履堂位于中国安徽省绩溪县上庄镇上庄村，1998年5月4日，敦履堂公布为第四批安徽省文物保护单位，2013年3月5日，敦履堂和胡适故居、胡适私塾、胡传旧居、胡寿基宅、胡开文旧居、胡恒德祖屋，共7座建筑，作为上庄古建筑群的子项目，被列为第七批全国重点文物保护单位。。
敦履堂是上庄村仅有的一栋明代民居，由徽商建造，具有明代徽派建筑的风格，朴实典雅。